# L'Homme qui n'existait pas (Roger Zelazny)
L'Homme qui n'existait pas est un recueil de trois nouvelles de Roger Zelazny, compilées en 1976 sous le titre original My Name is Legion.

## Publication
Le recueil a été édité par les éditions Pocket en 1978 (no 5036 de la collection Pocket Science-fiction).

## Liste des nouvelles
- Veille de Rumoko ((en) The Eve of RUMOKO, 1969)
- Kjwalll'kje'k'koothailll'kje'k ((en) Kjwalll'kje'k'koothailll'kje'k, 1973)
- Le Retour du bourreau ((en) Home is the Hangman, 1975)Prix Hugo du meilleur roman court 1976